# Cathrine Garceau
Catherine Garceau (Montreal, 1 de julho de 1978) é uma nadadora sincronizada canadiana, medalhista olímpica.

## Carreira
Catherine Garceau representou seu país nos Jogos Olímpicos de 2000, ganhando a medalha de bronze em Sydney 2000, com a equipe canadense. 